# Рупрехт Пфальцский (епископ Фрайзинга)
Рупрехт (нем. Ruprecht von der Pfalz; 14 мая 1481, Гейдельберг — 20 августа 1504, Ландсхут) — пфальцграф Рейнский, князь-епископ Фрайзинга в 1495—1498 годах. Третий сын курфюрста Пфальцского Филиппа (династия Виттельсбахов). С 1503 года — претендент на Баварско-Ландсхутское герцогство.

## Биография
Пфальцграф Рупрехт управлял Фрейзингским епископством, не имея духовного сана (1495—1498). Отказался от епископства в пользу брата Филиппа.
В 1499 году женился на своей двоюродной сестре Елизавете (1478—1504), дочери Баварско-Ландсхутского герцога Георга Богатого. Тесть усыновил Рупрехта и объявил его наследником герцогства. Это привело к Войне за ландсхутское наследство, начавшейся после смерти Георга Богатого в 1503 году.
В разгар войны Рупрехт и Елизавета умерли от дизентерии. В 1505 году решением Кёльнского рейхстага было создано герцогство Пфальц-Нойбург, переданное их малолетним сыновьям в качестве компенсации.

## Потомство
- Оттон Генрих (10 апреля 1502 — 12 февраля 1559) — герцог Пфальц-Нойбургский с 1505, курфюрст Пфальцский с 1556
- Филипп (12 ноября 1503 — 4 июля 1548) — герцог Пфальц-Нейбург в 1505—1541.